# 2019冠状病毒病美国疫情时间线
2019冠状病毒病美国疫情时间线可以指:
- 2019冠狀病毒病美國疫情時間線 (2020年)
- 2019冠狀病毒病美國疫情時間線 (2021年)

|  | 这是一个同类索引条目，列出擁有相同或近似名稱的同類型項目。 若您循內部連結來到此頁面，請考慮修正該，將其指向正確的條目。 |